# Црква Сан Аполинаре Нуово
Црква Сан Аполинаре Нуово (итал. Basilica di Sant'Apollinare Nuovo) важан је ранохришћански споменик у италијанском граду Равени. Она је заједно са седам других споменика уписана на UNESCO-в списак места светске баштине у Европи 1996. године под именом: "Ранохришћански споменици и мозаици у Равени". Базилика је описана као "изврстан пример ранохришћанске базилике у којој екстеријер и ентеријер графички илуструју спој западног и источног стила украшавања касног 5. и раног 6. века. То је једна од најважнијих зграда из овог раздобља, од пресудног културног значаја за европску сакралну уметност".

## Историја
Почетком 6. века изградио ју је остроготски краљ Теодорик I као капелу у оквиру своје краљевске палате (што наводи Liber pontificalis). Како је Теодорик био аријанац, црква је 504. године посвећена као аријанска.
Након што су Равену заузели Византинци, претворена је у хришћанску цркву, а цар Јустинијан I ју је 561. преименовао у Sanctus Martinus in Coelo Aureo ("Свети Мартин на златном небу"), посветивши је Светом Мартину Турском, познатом непријатељу аријанства. Верује се да су тада пребрисани и уништени мозаици који су приказивали Теодориков аријански двор. Према каснијој легенди, неке од мозаика уништио је и папа Гргур I јер је њихова "златна величанственост" одвраћала вернике од молитве. Поновно је преименована 856. године када су у њу пренесени остаци Свете Аполинарије, по којој је добила име.
Кампанил (самостални звоник) с бројним полукружним прозорима подигнут је у 9. веку. Оштећена је за време Првог светског рата, након чега је детаљно обновљена.

## Галерија
- Основа базилике
- Мозаик приказа Теодорикове палате (5. век)
- Мозаик Христа на престолу окруженог анђелима (6. век)
- Мозаици леве стране брода с низом светица-мученица
- Мозаици десне стране брода с низом светаца-мученика
- Мозаик Поклоњење мудраца